# Chapelle Notre-Dame du Bergot
La chapelle Notre-Dame du Bergot est un édifice situé à Lannilis, en France.

## Localisation
La chapelle est située sur le territoire de la commune de Lannilis, dans le département du Finistère, en région Bretagne.

## Description
La chapelle est construite selon un plan rectangulaire. Le pignon ouest se termine par un clocheton droit à une vollée. L'édifice appartient désormais à la paroisse et l'association Sauvegarde du Patrimoine de Lannilis l'a restaurée récemment (2004-2007),.

## Historique
La chapelle est inscrite au titre des monuments historiques par arrêté du 30 décembre 1976.